# Европейский союз против «Майкрософт»
Европейский союз против «Майкрософт» — дело, возбуждённое Европейской комиссией против компании Microsoft в соответствии с антимонопольным законодательством за злоупотребление доминирующим положением на рынке. Дело началось в 1993 году с иска фирмы Novell против лицензионной политики компании «Майкрософт». В конечном итоге суд обязал «Майкрософт» опубликовать некоторую информацию, касающуюся её серверных продуктов и выпустить версию Microsoft Windows, не включающую в качестве обязательного компонента проигрыватель медиафайлов Windows Media Player.

## Первоначальный иск
В 1993 году компания «Новелл» заявила, что «Майкрософт» вытесняет конкурентов с рынка методами, противоречащими антимонопольному законодательству. В первую очередь это касалось лицензионной политики, которая требовала отчислений за каждый компьютер, проданный поставщиками операционных систем фирмы «Майкрософт», независимо от того, была ли Microsoft Windows установлена на компьютере. В 1994 году «Майкрософт» пришла к соглашению с истцом, внеся изменения в свою лицензионную практику.
В 1998 году иск поддержала компания «Сан», ссылаясь на недокументированность некоторых интерфейсов Windows NT. Вскоре комиссия Европейского союза начала расследование того, как технологии потокового видео интегрированы в Windows.

## Судебное разбирательство
Ссылаясь на злоупотребления со стороны «Майкрософт», Европейский союз достиг предварительного решения по данному делу в 2003 году, обязав компанию выпустить на рынок версию Windows без Windows Media Player, а также раскрыть информацию, необходимую для того, чтобы конкурирующие сетевые продукты могли полноценно взаимодействовать с настольной и серверной версиями Windows. В марте 2004 года Европейский союз обязал «Майкрософт» выплатить €497 млн. ($794 млн или £381 млн.), самый большой штраф, когда либо назначенный Европейским союзом на тот момент, а также установил срок в 120 дней на раскрытие информации о сервере и 90 дней на подготовку версии Windows без Windows Media Player.
На следующий месяц фирма «Майкрософт» опубликовала документ с резкими комментариями по поводу этого решения: «Комиссия стремится выпустить новый закон, который будет иметь негативное влияние на право интеллектуальной собственности и на способность передовых фирм к инновациям». В июле 2004 года «Майкрософт» полностью выплатила назначенную сумму.
В 2004 году
Нели Крус была назначена европейским комиссаром по вопросам конкуренции. Её первой задачей на этом посту было наблюдение за выполнением санкций, наложенных на «Майкрософт». Крус заявила, что она считает открытое программное обеспечение более предпочтительным, чем проприетарное:
Комиссия должна сыграть свою роль... Она не должна полагаться на одного поставщика, она не должна принимать закрытые стандарты, и она должна противодействовать возникновению барьеров для смены поставщика, так как это несёт угрозу монопольного контроля над информацией, которая находится в его распоряжении.
Оригинальный текст (англ.)The Commission must do its part... It must not rely on one vendor, it must not accept closed standards, and it must refuse to become locked into a particular technology – jeopardizing maintenance of full control over the information in its possession

## Дальнейшие события
Фирма «Майкрософт» выпустила на рынок совместимые версии своих операционных систем без медиа-проигрывателя под согласованным названием Windows XP N.
В ответ на требование предоставить информацию о сервере, «Майкрософт» опубликовала не спецификации, а исходный код Windows Server 2003 Service Pack 1 для членов Рабочей группы по протоколам сервера (англ. Work Group Server Protocol Program, WSPP) в день окончания установленного срока.. «Майкрософт» также подала апелляцию, по которой Европейский суд провёл недельные слушания. Нели Крус заявила:
«Майкрософт» утверждает, что её обязательства по решению суда неясны или они изменились. Я не могу с этим согласиться. Обязательства «Майкрософт» ясно сформулированы в решении 2004 года и с тех пор остались неизменными. Действительно, надзирающий попечитель, назначенный в октябре 2005 года из списка, предложенного «Майкрософт», считает, что решение ясно очерчивает то, что «Майкрософт» надлежит сделать. Я должна сказать, мне трудно представить, чтобы такая компания, как «Майкрософт», не поняла принципов документирования протоколов с целью обеспечения взаимозаменяемости.
Оригинальный текст (англ.)Microsoft has claimed that its obligations in the decision are not clear, or that the obligations have changed. I cannot accept this characterization--Microsoft's obligations are clearly outlined in the 2004 decision and have remained constant since then.
Indeed, the monitoring trustee appointed in October 2005, from a shortlist put forward by Microsoft, believes that the decision clearly outlines what Microsoft is required to do. I must say that I find it difficult to imagine that a company like Microsoft does not understand the principles of how to document protocols in order to achieve interoperability.
В июне 2006 года «Майкрософт» заявила, что она начала снабжать Европейский союз требуемой информацией, однако, согласно BBC, Европейский союз отметил, что это было сделано слишком поздно
12 июля 2006 года Европейский союз оштрафовал «Майкрософт» дополнительно на €280,5 млн. (US$448,58 млн.), €1,5 млн. (US$2,39 млн.) за каждый день с 16 декабря 2005 года по 20 июня 2006 года. Европейский союз пригрозил повысить штраф до €3 млн. ($4,81 млн) в день к 31 июля 2006 года, если «Майкрософт» не уложится в этот срок.
17 сентября 2007 года апелляция «Майкрософт» против комиссии Европейского союза была отклонена. Сумма штрафа €497 млн был подтверждена, как и требования, касающиеся взаимодействия с сервером и встроенного медиа-проигрывателя. В дополнение, «Майкрософт» должна оплатить 80 % судебных издержек Европейского союза, а Европейский союз — 20 % судебных издержек «Майкрософт». Тем не менее, апелляционный суд отклонил требование Комиссии о том, чтобы надзирающий попечитель в дальнейшем имел неограниченный доступ к данным о внутренней организации компании. 22 октября 2007 года «Майкрософт» объявила, что она согласится с решением суда и не будет подавать повторную апелляцию. В установленные 2 месяца со дня решения, к 17 ноября 2007 «Майкрософт» не подала повторную апелляцию.
«Майкрософт» объявила, что она потребует 0,4 % выручки (вместо 5,95 %) в качестве отчислений за лицензирование только от коммерческих поставщиков совместимого программного обеспечения и обещала не брать отчислений с индивидуальных разработчиков открытого программного обеспечения. Информация, необходимая для обеспечения совместимости доступна за единовременную плату в размере €10 000 (US$15 992).
27 февраля 2008 года ЕС оштрафовал «Майкрософт» дополнительно на €899 млн. (US$1,44 млрд.) за отказ подчиниться антимонопольному решению от марта 2004 года. Этот штраф стал самым большим за все 50 лет антимонопольной политики ЕС и оставался рекордным до 2009 года, когда Европейская комиссия оштрафовала компанию «Интел» на €1,06 млрд. ($1,45 млрд.) за антиконкурентные действия на рынке. Последнему решению предшествовал штраф €280,5 млн за неподчинение решению суда за период с 21 июня 2006 года по 21 октября 2007 года. 9 мая 2008 года «Майкрософт» подала апелляцию в Европейский суд первой инстанции, требуя отмены штрафа €899 млн, официально заявив, что она намеревалась предпринять «конструктивные усилия, чтобы добиться ясности от суда».
В ежегодном отчёте за 2008 год компания «Майкрософт» заявила:
Европейская комиссия внимательно изучает структуру объёмных продуктов «Майкрософт» и условия, на которых мы предоставляем некоторые технологии, используемые в этих продуктах, таких как форматы файлов, программные интерфейсы и протоколы, другим компаниям. В 2004 году Комиссия обязала нас создать новые версии Windows, которые не включают некоторые мультимедиа-технологии, и снабдить наших конкурентов спецификациями, с целью использования некоторых проприетарных коммуникационных протоколов Windows в их собственных продуктах. Вмешательство Комиссии в разработку продуктов может ограничить нашу способность к внедрению инноваций в Windows или другие продукты в будущем, уменьшит привлекательность платформы Windows для разработчиков и увеличит стоимость разработки наших продуктов. Доступность лицензий на протоколы и форматы файлов могут позволить конкурентам разрабатывать программные продукты, лучше имитирующие функциональность наших собственных продуктов, что приведёт к падению продаж наших продуктов.
Оригинальный текст (англ.)The European Commission closely scrutinizes the design of high-volume Microsoft products and the terms on which we make certain technologies used in these products, such as file formats, programming interfaces, and protocols, available to other companies. In 2004, the Commission ordered us to create new versions of Windows that do not include certain multimedia technologies and to provide our competitors with specifications for how to implement certain proprietary Windows communications protocols in their own products. The Commission’s impact on product design may limit our ability to innovate in Windows or other products in the future, diminish the developer appeal of the Windows platform, and increase our product development costs. The availability of licenses related to protocols and file formats may enable competitors to develop software products that better mimic the functionality of our own products which could result in decreased sales of our products.

## Связанные расследования
В мае 2008 года ЕС объявил, что он собирается расследовать поддержку формата OpenDocument в Microsoft Office.
В январе 2009 года Европейская комиссия объявила, что она проведёт расследование, касающееся включению браузера Internet Explorer в состав операционной системы Microsoft Windows, отметив: «Привязка фирмой „Майкрософт“ браузера Internet Explorer к Windows наносит ущерб конкуренции между браузерами, подрывает инновацию продуктов и в конечном итоге уменьшает выбор потребителя».
В ответ «Майкрософт» объявила, что не будет включать Internet Explorer в Windows 7 E, версию Windows 7, предназначенную для продажи в Европе.
16 декабря 2009 года ЕС разрешил выбор конкурирующих браузеров при условии, что «Майкрософт» обеспечит «окно выбора», позволяющее пользователю выбрать один из 12 популярных браузеров, расположенных в случайном порядке. В список включены следующие браузеры:
- Avant;
- Chrome;
- Firefox;
- Flock;
- GreenBrowser;
- Internet Explorer;
- K-Meleon;
- Maxthon;
- Opera;
- Safari;
- Sleipnir;
- Slim.

Все эти браузеры доступны на BrowserChoice.eu.